# جيف راديبي
جيف راديبي (بالإنجليزية: Jeff Radebe)‏ هو سياسي جنوب أفريقي، ولد في 18 فبراير 1953 في جنوب أفريقيا. حزبياً، نشط في المؤتمر الوطني الأفريقي. وقد انتخب عضو الجمعية الوطنية لجنوب أفريقيا وقد انضم خلال فترته النيابية ‏ (21 مايو 2014 – ) للكتلة البرلمانية المؤتمر الوطني الأفريقي.

## روابط خارجية
- جيف راديبي على موقع IMDb (الإنجليزية)